# Dhammacsakkappavattana-szutta

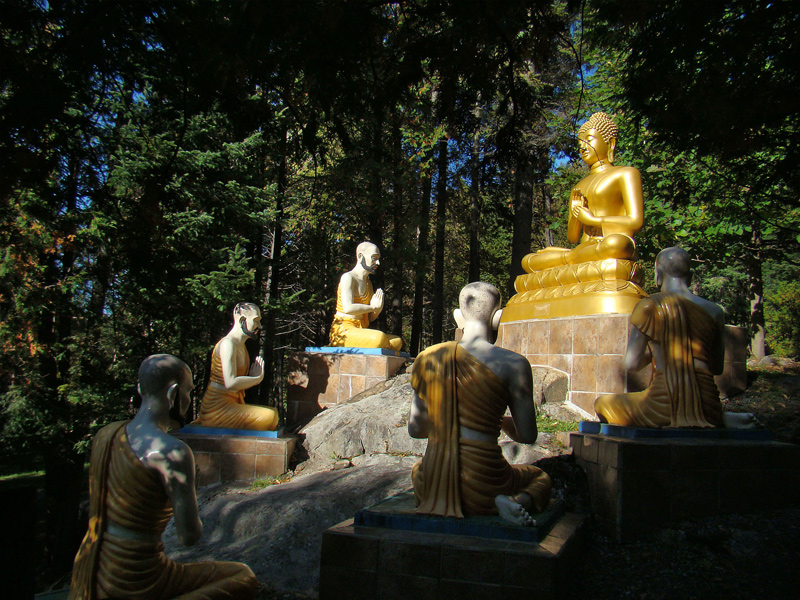
Buddha első tanításának ábrázolása egy vietnámi buddhista kolostorban, Québec, Kanada.

A Dhammacsakkappavattana-szutta egy buddhista szöveg, amely a buddhista hagyományok szerint tartalmazza a történelmi Buddha legelső tanítását, amit megvilágosodása után mondott öt aszkétának - korábbi társai, akikkel hat évig végzett aszkéta gyakorlatokat. A hagyományok úgy tartják, hogy ez az indiai Szárnáth városa mellett történt. A szutta fő témája a négy nemes igazság, amely a buddhizmus központi tanítása, amely egyben keretet is ad a buddhista gondolkodásnak. Ezen felül a szútrában megjelenik a középút, a nemes nyolcrétű ösvény, a mulandóság és a függő keletkezés témája is.
Ezt a kanonikus szöveget a Páli kánon Szamjutta-nikája című gyűjteménye tartalmazza (SN 56.11). A Bánáreszi beszédként is emlegetett szutta első tizennégy mondatát a beszéd lényegének is lehet tekinteni, amelyet magszövegként emlegetnek.

## Tanítások
A Dhammacsakkappavattana-szutta állítólag Buddha első tanítása a megvilágosodása után. Úgy tartják, hogy a Buddha az indiai Nerandzsara-folyó melletti bódhifa alatt ülve, meditálás közben érte el ezt a szintet. Ezt követően 49 napot csöndben töltött, majd elutazott Bodh-Gajából a közép-indiai Szárnáthba, a szent város, Váránaszi közelébe. Itt találkozott korábbi aszkéta gyakorlótársaival, akikkel hat évig gyakorolt együtt (Annyákondannya, Bhaddija, Vappa, Asszadzsi és Mahánáma). Az aszkéták először kétkedve fogadták Buddhát, mivel azt gondolták, hogy az feladta az igazság keresését és az aszkéta gyakorlatokat. De amint meglátták Buddha kisugárzását megkérték, hogy tanítsa meg nekik, amit megértett. Ekkor adta Buddha azt a tanítást, amit később a Dhammacsakkappavattana-szuttába lejegyeztek.

### Az öt aszkéta
Az öt aszkéta közül Kondanna volt a legidősebb. Sok évvel korábban, még brahmin növendék korában 7 társával együtt meghívták Suddhódana király palotájába, hogy mondjanak jóslatot a csecsemő Gautama Sziddhártha hercegről (a későbbi Buddha). Egyedül Kondanna jóslata vált valóra. Négy bráhmin, aki a palotában jelen volt, arra kérték fiú gyermekeiket, hogy mindig tartsák szemüket Sziddhárthán. A legenda szerint ez a négy fiú lett az öt aszkéta közül a maradék négy - Kondanna mellett.

### A középút
Az öt aszkéta hátrahagyta a világi életet és szigorú aszkéta gyakorlatokat folytatott éveken át, hogy magasabb spirituális szintet érjenek el és megértsék a végső igazságot. Buddha emiatt az ő szellemi állapotuknak megfelelő igazsággal kezdte a tanítást. Megerősítette őket, hogy a világi örömök hajszolása nem vezet igazi szabadsághoz, majd hozzátette, hogy a szigorú aszkézis általi érzéki örömök teljes megtagadása sem vezet el a végső igazsághoz. Ezután Buddha elmagyarázta, hogy a megvilágosodás csak a középút gyakorlásával érhető el, a szélsőséges életimádat és önmegtagadás között. Elmondta, hogy a "középút" a  nemes nyolcrétű ösvény — helyes nézet, helyes szándék, helyes beszéd, helyes cselekedet, helyes életmód, helyes erőfeszítés, helyes tudatosság és helyes koncentráció.

### A négy nemes igazság
A nemes nyolcrétű ösvény általi középút bemutatása után Buddha elmagyarázta a négy nemes igazságot, hogy létezik a szenvedés, a szenvedésnek van oka, a szenvedést meg lehet szüntetni és létezik a megszüntetéshez vezető út.

## Történelmi háttér
A modern tudósok egyetértenek abban, hogy Buddha tanításait kezdetben szájhagyomány útján adták tovább az egyes hagyományvonalak évszázadokon át. Később a szájhagyományoknak megfelelően írták le a szövegeket, amelyeket a szerzetesek mindig kívülről fújtak. A Dhammacsakkappavattana-szuttát a buddhista tudósok többsége elfogadja buddha-vacsanaként, azaz a Buddha tényleges tanításaként.

## Külső hivatkozások
- Anandajoti Bhikkhu (trans.) (2010). The Earliest Recorded Discourses of the Buddha (from Lalitavistara, Mahākhandhaka & Mahāvastu).  Kuala Lumpur: Sukhi Hotu.  online: http://www.ancient-buddhist-texts.net/English-Texts/Earliest-Discourses/index.htm.
- Saṃyutta Nikāya 56.11 Dhammacakkappavattana Sutta: Setting the Wheel of Dhamma in Motion fordította angolra: Thánisszaró Bhikkhu
- A Szamjukta-ágama angol fordítása